# Steve Cunningham
Steve Cunningham, właśc. Steven Ormain Cunningham (ur. 15 lipca 1976 w Filadelfii) – amerykański bokser, były dwukrotny zawodowy mistrz świata organizacji IBF w kategorii junior ciężkiej (do 200 funtów).

## Kariera zawodowa
Rozpoczął karierę w 2000. 25 listopada 2006, po stoczeniu dziewiętnastu zwycięskich walk, stanął przed szansą zdobycia wakującego tytułu mistrza świata organizacji IBF. Jego przeciwnikiem był Krzysztof Włodarczyk, a walka odbyła się w Warszawie. Po wyrównanym pojedynku Amerykanin przegrał niejednogłośną decyzją na punkty.
Z powodu kontrowersyjnego wyniku pierwszej walki 26 maja 2007 w Katowicach doszło do pojedynku rewanżowego obu pięściarzy. Ta walka również była wyrównana i zakończyła się niejednoznacznym rozstrzygnięciem – po dwunastu rundach decyzją większości na punkty wygrał Cunningham, odbierając Polakowi pas mistrzowski.
29 grudnia 2007, w pierwszej obronie swojego tytułu, pokonał przez techniczny nokaut w ostatniej, dwunastej rundzie, niepokonanego wcześniej Marco Hucka. 11 grudnia 2008 w Newark w stanie New Jersey został pokonany niejednogłośnie na punkty przez Tomasza Adamka i utracił tytuł.
6 czerwca 2010 stanął do pojedynku z Troyem Rossem o wakujący pas organizacji IBF. Wygrał w piątej rundzie, gdy sędzia orzekł TKO z powodu kontuzji oka Rossa. Wcześniej, w czwartej rundzie Cunningham leżał na deskach.
12 lutego 2011 Steve Cunningham obronił tytuł mistrza świata w kategorii junior ciężkiej, organizacji IBF pokonując jednogłośnie na punkty (118-110, 117-111 i 115-113) Serba Enada Licinę. 1 października stracił tytuł ulegając przez techniczną decyzję Yoan Pablo Hernándezowi tracąc pas IBF. Walka została przerwana w szóstej rundzie ze względu na rozcięcia twarzy Hernándeza a o wyniku zadecydowali sędziowie którzy punktowali 57-56 dla Cunninghama oraz 58-55 i 59-54 dla Hernandeza. 4 lutego 2012 doszło do rewanżowego pojedynku w którym Hernandez wygrał jednogłośną decyzją, dodatkowo Cunningham był dwukrotnie liczony w rundzie czwartej.
22 grudnia 2012 Cunningham stoczył rewanżową walkę z Tomaszem Adamkiem. Po dwunastorundowym, wyrównanym pojedynku Amerykanin przegrał niejednogłośnie na punkty stosunkiem 115:113, 113:115 i 112:116. Stawką walki był pas IBF North America należący do Polaka oraz prawo walki w oficjalnym eliminatorze do tytułu Mistrza Świata IBF z Kubratem Pulewem. Wynik walki został uznany za kontrowersyjny. Po zakończonym pojedynku Michael Buffer błędnie ogłosił werdykt remisowy, by po chwili skorygować punktację pierwszego sędziego ze 115:115 na 115:112 dla Adamka.
20 kwietnia 2013 r. w Madison Square Garden, Amerykanin zmierzył się z Tysonem Furym, przegrywając przez nokaut w siódmej rundzie.
14 marca 2015 w Montrealu przegrał jednogłośnie na punkty 112:116, 113:115 i 112:116 z Ukraińcem Wiaczesławem Głazkowem (20-0-1, 12 KO). Stawką pojedynku był pas USBA.
14 sierpnia 2015 na gali w Newark zremisował 113:115, 115:113 i 114:114 z rodakiem Antonio Tarverem (31-6-1, 22 KO).
16 kwietnia 2016 na nowojorskim Brooklynie w walce o tytuł mistrza świata WBO, spotkał się z Polakiem Krzysztofem Głowackim (25-0, 16 KO). Przegrał na punkty 108:116 i dwukrotnie 109:115.
17 kwietnia 2021 na Mercedes-Benz Stadium w Atlancie były mistrz świata wagi cruiser Steve Cunningham (30-9-1, 13 KO) powrócił na ring po 3,5 rocznej przerwie, pokonując jednogłośnie (58-56 i dwa razy 60-54) na punkty byłego mistrza UFC w wadze ciężkiej Franka Mira.